# 디마 빌란
디마 빌란(러시아어: Дима Билан; 본명: 빅토르 니콜라예비치 벨란(Виктор Николаевич Белан), 1981년 12월 24일 카라차예보체르케스카야 공화국 출신)은 러시아 팝 아티스트이다. 빌란은 유로비전 송 콘테스트 2006에서 “Never Let You Go"로 준결승에 올랐으며 2008년에서는 "Believe"로 우승을 하였다. 그는 몇 번씩 러시아 음악 차트 1등의 히트를 친적이 있고 국제적 성공을 이끌었다.

## 디스코그래피

### 앨범
- 2003 - Я ночной хулиган (야 노츠노이 훌리간 - 나는 저녁의 부랑자)
- 2004 - На берегу неба (나 베례구 녜바 - Between The Heaven And The Sky)
- 2006 - Время-река (브례먀-례까 – 시간은 강이다)
- 2008 - Против Правил (쁘로찌브 쁘라빌 - 규칙을 어겨)
- 2008 - Against The Rules (발매 예정의 영어 앨범)
- 2008 - Contra Las Reglas (발매 예정의 스페인어 앨범)

### 싱글
- 2003 - Я ночной хулиган (야 노츠노이 훌리간 - 나는 저녁의 부랑자)
- 2005 - Ты должна рядом быть (띄 달쥐나 랴돔 븨찌 - 넌 내 곁에 있어줘야 해; 영어로는 "Not That Simple"로 녹음되었다.)
- 2005 - Как хотел я (깍 호뗄 야 - 내가 어떻게 원했는지)
- 2005 - Я тебя помню (야 쩨뱌 뽐뉴 - 나는 너를 기억했어)
- 2006 - Это была любовь (에떠 븰라 류보피 - 그건 사랑이었어)
- 2006 - Never Let You Go
- 2006 - Невозможное возможно (녜바즈마쥐노이 바즈마쥐노 - 불가능은 가능이다; 영어로는 "Lady Flame"으로 녹음되었다.)
- 2007 - Время река (브례마 례까 - 시간은 강이다; 영어로는 "See What I See"로 녹음되었다.)
- 2007 - Number One Fan (팀바랜드가 프로듀스 함)
- 2007 - Горе-зима (고례-짐마 - 겨울은 슬픔)
- 2008 - Believe (짐 빈즈가 프로듀스 함, 유로비전 송 콘테스트 2008)